# Tomás López da Torre
Tomás López da Torre o Datorre (Betanzos, c. 1900 - La Coruña, 1 de octubre de 1936) fue un abogado y político socialista de Galicia, España, ejecutado víctima de la represión en la zona franquista durante la Guerra Civil.
Abogado de profesión y miembro de la Unión General de Trabajadores (UGT) y del Partido Socialista Obrero Español (PSOE), fue elegido concejal de Betanzos durante la Restauración dos veces, una de ellas en plena dictadura primoriverista, por lo que fue expedientado en el PSOE y rehabilitado más tarde, tras la proclamación de la República en 1931. Con la revolución de 1934 fue procesado y encarcelado, y al salir de prisión se encargó de la defensa de los mineros y dirigentes sindicales procesados en la revuelta de Asturias. Fue brevemente alcalde de Betanzos, entre abril y julio de 1936 y diputado provincial.
El 22 de julio de ese año, tras el golpe de Estado que dio lugar a la Guerra Civil, columnas de blindados de las tropas sublevadas procedentes de La Coruña se aproximaron a Betanzos, enfrentándose a los vecinos leales a la República y a algunos miembros de la Guardia Civil. Terminada la resistencia, los milicianos y autoridades huyeron de la ciudad. Tras la ocupación por los sublevados de Betanzos, fueron incendiados la iglesia y el monasterio de San Francisco, así como la biblioteca (una de las más importantes de la provincia coruñesa) y parte del ayuntamiento, a manos de tres paisanos procedentes de Ferrol y que habían sido aleccionados para ello por los sublevados, uno de ellos miembro de las Juventudes Socialistas Unificadas y que fue después destacado dirigente de Falange Española durante la dictadura franquista.[cita requerida] Los asaltos e incendios fueron atribuidos a los republicanos aplicándose una dura represión sobre los mismos. El mismo día 22, Tomás junto con José Novo Rodríguez, que también había sido alcalde de la localidad, tras huir junto de Betanzos fueron detenidos por los sublevados a la altura de Guitiriz. Se acusó a Tomás de rebelión militar por resistir a los sublevados y de ser uno de los responsables de los incendios y saqueos de Betanzos, hechos estos últimos que negó argumentando que él ya se encontraba detenido cuando se sucedieron los pollazos. En su última carta preso poco antes de morir, señalaba sobre los hechos y su proceso:

[...] Después de dos meses de preso durante los cuales se instruyeron dos expedientes que fueron sucesivamente examinados para ver si había materia en que fundar mi muerte, se me sigue un juicio “sumarísimo” que dura dos días entre el procesamiento y la condena, donde se me prohíbe defenderme, viéndome obligado a confiar esta misión a un amigo, Tte. de Artillería, que se comportó caballerosamente, ayudándome a bien morir. Tuve que contestar en unos minutos, de noche, a un sin fin de cargos, todos absolutamente falsos, fundados en supuestos dichos de gentes que no comparecían, ni se relacionaban o habían muerto sin guardar constancia de su declaración. Pero por encima de todo esto, carente de base, existía el motivo cierto: se castigaba en mí al Abogado que en Asturias luchó en favor de los procesados por Octubre de 1934. La misma persona que entonces me corrigió disciplinariamente, ahora firma mi sentencia. Es la lógica consecuencia de haberlo conservado en el puesto. [...]

Convencido del triunfo de la República, como última voluntad pidió a sus compañeros del partido que se evitaran las represalias en Betanzos, perdonando «a quienes me calumniaron ante el consejo de guerra». A pesar de que varios vecinos y el jefe local de la Guardia Civil declararon que había evitado desmanes y agresiones contra sacerdotes y derechistas, fue juzgado en consejo de guerra sumarísimo, condenado a pena de muerte y ejecutado en el Campo de la Rata.